# Laura Müller (motorsport)
Laura Müller (1992) is een Duitse ingenieur bij Haas F1 Team in de Formule 1. In 2025 werd ze gepromoveerd tot race-ingenieur en werkt ze samen met coureur Esteban Ocon. Ze is daarmee de eerste vrouw in de geschiedenis van de Formule 1 die de functie van race-ingenieur vervult.

## Levensloop
Müllers carrière in de autosport begon in 2020, toen ze als race-engineer werkte in de Le Mans Series bij het DragonSpeed-team en deelnam aan de 24 uur van Le Mans. Vervolgens deed ze verdere ervaring op bij Abt Sportsline in de Duitse DTM-serie en bij Manthey Racing, een team ondersteund door Porsche. In 2022 maakte Müller de overstap naar de Formule 1, waar ze als performance-ingenieur aan de slag ging bij het Haas F1-team. Eind 2024 begon ze haar samenwerking met coureur Esteban Ocon tijdens tests in Abu Dhabi. In 2025 werd ze gepromoveerd tot race-engineer bij Haas, waarmee ze geschiedenis schreef als de eerste vrouw die deze functie bekleed in de Formule 1.